# Universiada de 1967
La Universiada de 1967 fue la quinta edición de las Universiadas que se llevaron a cabo en Tokio, Japón. 

## Medallero
País organizador
| #     | País                | Oro | Plata | Bronce | Total |
| ----- | ------------------- | --- | ----- | ------ | ----- |
| 1     | Estados Unidos      | 31  | 21    | 6      | 58    |
| 2     | Japón               | 19  | 18    | 24     | 61    |
| 3     | Alemania Occidental | 8   | 9     | 5      | 22    |
| 4     | Reino Unido         | 4   | 11    | 9      | 24    |
| 5     | Francia             | 4   | 5     | 14     | 23    |
| 6     | Italia              | 4   | 5     | 9      | 18    |
| 7     | Suecia              | 2   | 1     | 2      | 5     |
| 8     | Australia           | 2   | 0     | 4      | 6     |
| 9     | Suiza               | 2   | 0     | 0      | 2     |
| 10    | Corea del Sur       | 1   | 9     | 1      | 11    |
| 11    | Austria             | 1   | 1     | 3      | 5     |
| 11    | Finlandia           | 1   | 1     | 3      | 5     |
| 13    | Países Bajos        | 1   | 1     | 1      | 3     |
| 14    | Costa de Marfil     | 1   | 0     | 0      | 1     |
| 14    | España              | 1   | 0     | 0      | 1     |
| 14    | Yugoslavia          | 1   | 0     | 0      | 1     |
| 17    | Canadá              | 0   | 2     | 0      | 2     |
| 18    | México              | 0   | 1     | 0      | 1     |
| 18    | Filipinas           | 0   | 1     | 0      | 1     |
| 20    | Brasil              | 0   | 0     | 4      | 4     |
| 21    | Bélgica             | 0   | 0     | 1      | 1     |
| 21    | Hong Kong           | 0   | 0     | 1      | 1     |
| 21    | Portugal            | 0   | 0     | 1      | 1     |
| Total | Total               | 83  | 86    | 89     | 258   |

- Datos: Q1150813